# تت ا لا بلن، کبک
تت ا لا بلن، کبک (به انگلیسی: Tête-à-la-Baleine, Quebec) یک منطقهٔ مسکونی در کانادا است که در استان کبک واقع شده‌است.

## خصوصیات
تت ا لا بلن ۱۲۹ نفر جمعیت دارد.